# 藤原佳幸
藤原 佳幸（ふじわら よしゆき、1981年2月14日 - ）は、日本男性のアニメーター、アニメ演出家、アニメ監督。東京都出身。代々木アニメーション学院卒業。
2006年までは、アニメーション制作会社のアド・コスモにて高柳 佳幸（たかやなぎ -）名義で活動しており、アニメーターとして各社の作品に参加していた（退社後はしばらくフリーランスの立場であったが、2010年までこの名義を使用）。

## 参加作品

### テレビアニメ
2003年
- プラネテス（各話 動画・動画検査）

2004年
- サムライチャンプルー（各話 動画・動画検査・第二原画）

2006年
- Ergo Proxy（各話 原画）
- シュヴァリエ（各話 原画）
- 夜明け前より瑠璃色な（各話 原画）

2007年
- みなみけ（各話 作画監督・原画）
- デルトラクエスト（各話 原画・第二原画）

2008年
- RD 潜脳調査室（各話 原画）
- とらドラ!（各話 原画）
- ヒャッコ（各話 演出）

2009年
- 戦国BASARA（各話 演出）
- 君に届け（各話 演出）

2010年
- 伝説の勇者の伝説（助監督、各話 絵コンテ・演出・原画）

以上、高柳 佳幸名義での参加作品。
以下は、藤原 佳幸名義での参加作品。
2011年
- 名探偵コナン（エンディング 演出）
- 青の祓魔師（各話 絵コンテ・演出）
- ぬらりひょんの孫〜千年魔京〜（各話 絵コンテ・演出）
- 侵略!?イカ娘（各話 絵コンテ・演出）

2012年
- ソードアート・オンライン（各話 絵コンテ・演出・原画）

2013年
- GJ部（監督、オープニング・各話 絵コンテ・演出）
- 進撃の巨人（各話 演出）
- 恋愛ラボ（各話 演出）

2014年
- 未確認で進行形（監督、オープニング・各話 絵コンテ・演出）
- GJ部＠（監督、オープニング 絵コンテ・演出）

2015年
- プラスティック・メモリーズ（監督、各話 絵コンテ・演出）
- 干物妹!うまるちゃん（スペシャルサンクス）
- カードファイト!! ヴァンガードG ギアースクライシス編（各話 絵コンテ）

2016年
- NEW GAME!（監督、各話 脚本・絵コンテ・演出）

2017年
- NEW GAME!!（監督、各話 脚本・絵コンテ・演出）

2018年
- 多田くんは恋をしない（副監督、各話 演出）

2019年
- 私に天使が舞い降りた!（各話 演出）
- 世話やきキツネの仙狐さん（各話 絵コンテ）

2020年
- イエスタデイをうたって（監督・シリーズ構成・脚本）

2021年
- バクテン!!（各話 絵コンテ・演出）

2022年
- ぼっち・ざ・ろっく!（各話 絵コンテ・演出）